# Tsar Bomba

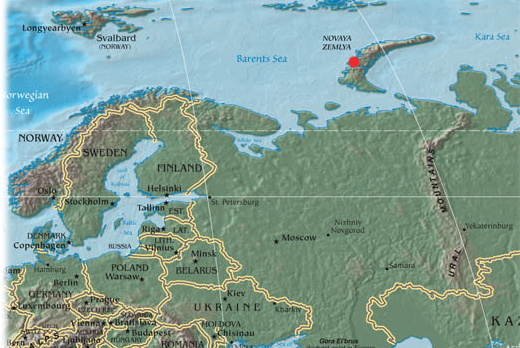
Locatie van de test op Nova Zembla

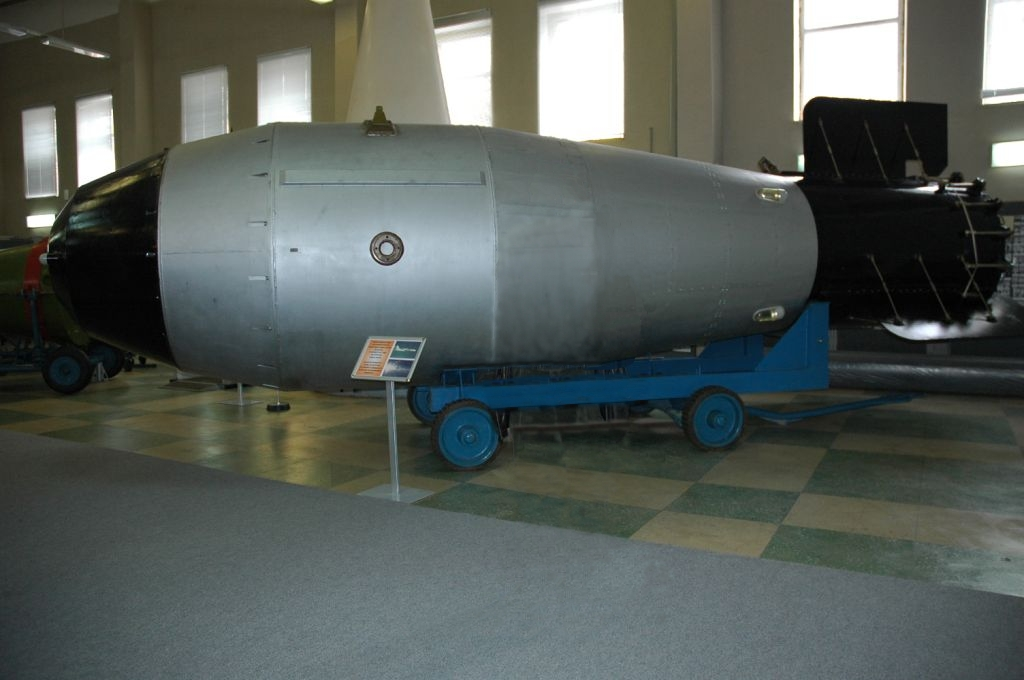
Replica van de Tsar Bomba in het Atoombommuseum te Sarov

De Tsar Bomba (Russisch: Царь-бомба; "tsarenbom") is de bekendste bijnaam van de AN602 (АН602), een waterstofbom die op 30 oktober 1961, ten tijde van de Koude Oorlog, tot ontploffing werd gebracht door de Sovjet-Unie. Met een kracht van tussen de 50 en 58 megaton TNT-equivalent was dit de krachtigste door mensen veroorzaakte explosie ooit: tien keer de kracht van alle explosieven samen die in de Tweede Wereldoorlog zijn gebruikt. Een andere bijnaam was 'Koezma's moeder' (Кузькина мать; Koezkina mat), naar de uitspraak van Nikita Chroesjtsjov "we zullen Amerika Koezma's moeder laten zien" (Amerikaanse misvertaling van 'Koezka', de Russische naam voor een keversoort in de betekenis van "een lesje leren").

## Geschiedenis
Secretaris-generaal van de Communistische Partij van de Sovjet-Unie Nikita Chroesjtsjov gaf de aanzet tot de ontwikkeling van de Tsar Bomba op 10 juli 1961, tijdens een ontmoeting tussen hem en een delegatie van Sovjetkerngeleerden, onder wie Andrej Sacharov. De verslechterende internationale politieke situatie op dat moment bracht Chroesjtsjov tot het besluit in het najaar weer met kernproeven te beginnen, na een moratorium sinds 1958. Het hoogtepunt van deze serie proeven zou een record brekende explosie moeten worden, gelijktijdig met het 22ste Partijcongres van de Communistische Partij van de Sovjet-Unie eind oktober. Chroesjtsjov maakte duidelijk dat het doel van de komende serie kernproeven in de eerste plaats een politieke demonstratie was, volgens Sacharov zei Chroesjtsjov letterlijk "om de imperialisten te laten zien wat we kunnen", daarmee doelend op de Westerse wereld en met name de Verenigde Staten.
Officieel heette de bom "RDS-220" maar kreeg de bijnaam "Grote Ivan" door de ontwerpers. De naam "Tsar Bomba" (tsaarbom, keizerbom) was de bijnaam die de bom in het Westen kreeg en die zich uiteindelijk ook naar Rusland verbreidde. De bom werd ontworpen en gebouwd in de gesloten stad Arzamas-16 in de provincie Nizjni Novgorod. Hierbij werd zo veel mogelijk gebruikgemaakt van al beschikbare onderdelen. Vanwege de tijdsdruk werd begonnen met de bouw voordat het ontwerp klaar was. Calculaties die onder normale omstandigheden zeker zouden zijn gemaakt werden nu overgeslagen en vervangen door benaderingen en schattingen. Sacharov had in augustus een ontmoeting met Chroesjtsjov over de voortgang, kort na de oprichting van de Berlijnse Muur. Deze gebeurtenis, en de mededeling van Chroesjtsjov dat hij al een senator van de VS op de hoogte had gebracht van de komende test van de bom, verhoogden nog eens de druk op de Sovjetkerngeleerden. Op 31 augustus kondigde Chroesjtsjov publiekelijk de hervatting aan van kernproeven door de Sovjet-Unie, met de komende test van de Tsar Bomba. De volgende dag volgde de eerste kernproef; tot de test met de Tsar Bomba werden 46 nucleaire explosies uitgevoerd. De serie kernproeven werd afgesloten op 4 november, met een totaal van 59 explosies.
Halverwege oktober sloeg de twijfel toe onder de ontwerpers of de bom wel zou werken. Sacharov bracht nog wat wijzigingen in het ontwerp aan, waarna op 24 oktober het ontwerp eindelijk klaar was. Snel werden deze wijzigingen in de 27 ton zware bom doorgevoerd, voordat deze per trein werd vervoerd naar de luchtmachtbasis Olenja op het schiereiland Kola.

## De test

Vergelijking van de vuurbal van de Tsar Bomba (grootst) met de Fat Man op Nagasaki (kleinst)

De bom werd in een Toepolev Tu-95 geladen, op dat moment de grootste bommenwerper van de Sovjet-Unie. Met een lengte van 8 meter en een diameter van 2 meter was de bom te groot om in het vliegtuig te passen. Een gedeelte van de romp en de bomdeuren werden verwijderd om ruimte te maken, zodat de bom tenminste vervoerd kon worden. Er werd vanaf de grond bepaald wanneer en waar de bom werd gedropt. Een Toepolev Tu-16 zou meevliegen om de explosie waar te nemen en op foto's en film vast te leggen. Beide toestellen werden met een speciale reflecterende witte verf behandeld om schade door de hitte van de explosie te voorkomen. In de ochtend van 30 oktober vertrokken de toestellen naar het testterrein voor nucleaire proeven op Nova Zembla. De bom werd van een hoogte van 10.500 meter afgeworpen. Om de bemanning van de bommenwerper en het volgtoestel de kans te geven weg te vliegen was de bom voorzien van een grote 800 kg zware parachute om de val te vertragen. Om 11:32 Moskouse tijd volgde de explosie op een hoogte van 3000 meter. De hitte van de explosie was zo groot dat deze op een afstand van 100 km derdegraads brandwonden had kunnen veroorzaken. De explosie was zichtbaar in Finland en de drukgolf veroorzaakte daar zelfs wat glasschade. De seismische schok van de explosie ging drie maal rond de Aarde. De paddenstoelwolk die opsteeg bereikte een hoogte van 64 km. 
De twee vliegtuigen zagen kans na het afwerpen van de bom weg te vliegen tot een afstand van 45 km op het moment van de explosie en bereikten hun thuisbasis ongeschonden. Majoor Andrej E. Doernovtsjov, commandant van de bommenwerper, werd direct gepromoveerd tot luitenant-kolonel en kreeg bovendien de onderscheiding Held van de Sovjet-Unie.

## Ontwerp en analyse
Het ontwerp van de Tsar Bomba was een drietrapsbom met een TNT-equivalent van 100 megaton. 
1. De eerste trap bestond uit een kernsplijtingsbom werkend volgens het implosieprincipe, net als de eerste kernbom getest door de VS, Trinity, en de bom op Nagasaki, Fat Man.
2. De energie van de eerste trap ontstak een kernfusiereactie in de tweede trap, met lithium-deuteride als kernbrandstof.
3. De vrijkomende energie daarvan ontstak op zijn beurt een soortgelijke, maar grotere derde trap.

Bij de kernfusiereactie komen energierijke neutronen vrij die kernsplijting mogelijk maken van uranium-238, aanwezig in de derde trap, maar mogelijk ook de tweede trap. Bij de test met de Tsar Bomba werd het U-238 echter vervangen door het nucleair inactieve lood. De explosieve kracht werd daarmee gehalveerd tot 50 megaton. Deze gereduceerde versie van de bom was "schoon", doordat 97% van de totale energie geproduceerd werd door kernfusie. De hoeveelheid fall-out was daardoor klein. De volledige 100-megatonversie zou juist erg "vuil" zijn geweest door de grote hoeveelheid zwaar radioactieve kernsplijtingsproducten. De militaire bruikbaarheid van een dergelijk wapen bij een eventueel conflict was hierdoor zeer beperkt. Bij een westenwind vanaf de Atlantische Oceaan, een vaak voorkomende weerssituatie, zou de Sovjet-Unie zelf ernstig zijn besmet door de fall-out bij een aanval op een doel in West-Europa.
Door de grote tijdsdruk en het feit dat Chroesjtsjov publiekelijk de test aankondigde als politieke demonstratie zullen de Sovjetkerngeleerden zo veel mogelijk beproefde methoden hebben gebruikt. Het grootste obstakel voor de ontwerpers was de derde trap, verantwoordelijk voor ongeveer 90% van de totale energieproductie. De zwaarste kernbom getest door de Sovjet-Unie voor het moratorium in 1958 was "slechts" 2,9 megaton, dus de kracht van de te ontwerpen derde trap was behoorlijk groter dan waar men ervaring mee had. Een minder grote vermenigvuldiging van de explosieve kracht bracht waarschijnlijk meer vertrouwen in een succesvolle afloop. Het ligt daarom niet voor de hand dat men heeft gekozen voor een grote, enkelvoudige derde trap. Waarschijnlijker is dat de derde trap bestond uit een aantal kleinere parallelle trappen, tegelijkertijd ontstoken door de tweede trap. Mogelijk stond de test van 23 oktober, een week voor de test met de Tsar Bomba, rechtstreeks in verband hiermee. Deze had een kracht van 12,5 megaton en was misschien een proefmodel van een ontwerp voor gebruik in de Tsar Bomba.
De VS schatte de kracht van de Tsar Bomba op 57 megaton, voornamelijk op grond van radiologisch onderzoek van fall-out verzameld op grote afstand. In verreweg de meeste oudere literatuur wordt dit getal genoemd voor de explosieve kracht, in enkele gevallen 58 en soms zelfs 62 megaton. Dergelijke schattingen hebben een ruime foutmarge. Alle Russische bronnen die openbaar werden na het uiteenvallen van de Sovjet-Unie noemen consistent 50 megaton.

## Nasleep
Chroesjtsjov verklaarde op 16 januari 1963 dat de Sovjet-Unie in het bezit was van een 100-megatonbom en dat deze zich in Oost-Duitsland bevond. Diverse ex-Sovjetkerngeleerden hebben echter tegengesproken dat een dergelijke bom als praktisch wapen is gebouwd en de opmerking van Chroesjtsjov lijkt dus grootspraak te zijn geweest. Wel is een 50-megatonbom in dienst geweest als wapen, gedragen door een speciale variant van de Tu-95-bommenwerper. Een gereduceerde versie hiervan werd getest op 12 december 1962 met een TNT-equivalent van 24,2 megaton. Het is echter de vraag of deze bom kan worden vergeleken met de Tsar Bomba. De ontwerpers zullen waarschijnlijk hebben geprobeerd om de grootte en massa van de bom zo veel mogelijk te beperken zodat het als praktisch wapen bruikbaar was. Omdat de maximale explosiekracht de helft was van de Tsar Bomba is het aannemelijk dat het ontwerp daarom, hoewel gerelateerd, toch afweek van de Tsar Bomba.